# Амогус
Амо́гус (англ. Amogus) — интернет-мем, возникший в 2021 году, происходит от искажённого названия игры Among Us. «Амогусом» также называют упрощённую прорисовку персонажа этой игры — космонавта.

## История
Название «Амогус» представляет собой искажённое наименование вышедшей в 2018 году и ставшей популярной в 2020 году многопользовательской двухмерной игры Among Us. В 2020 году минималистичные рисунки персонажей игры — космонавтов и подражающих им импостеров/импосторов (предателей) — заполонили социальные сети. Именно это схематичное изображение космического человечка получило также обозначение «Амогус».

### Sus
Абсурдные шутки про Амогусов первоначально разыгрывались с использованием популярного в игровом сообществе слова sus — сокращения от слова suspicious («подозреваемый»). Это является сленговым использованием термина в игровом сообществе. Словом sus обозначали игроков Among Us, подозреваемых в убийстве других игроков-космонавтов. В результате мемы часто были лишены всякого смысла. Мем с изменённым в графическом редакторе лицом стримера Jerma985 стал отдельным символом шуток про Among Us. Над картинкой со стримером приписывается фраза «когда предатель вызывает подозрения», при этом укорачивается до sus. В результате с жутким лицом Jerma985 сделали множество разнообразных шитпостов, включая постироничные шитпосты.

### «Амогус» и Stonetoss
В январе 2021 года постироничные шутки на Reddit получили общий термин «Амогус». Название «Амогус» также было именем перерисованного белого космонавта, вставленного в комикс художника Stonetoss, которого пользователи называли «турбодевственником».
После публикации комикса с данным изображением на сайте Reddit «Амогус» (и изображение, и слово) стал самостоятельным мемом, который активно добавлялся в другие комиксы и мемы. Мемное слово комбинировалось с другими реальными/выдуманными лексемами на -ус/-us, что придавало исходному содержанию абсурдность. Изображение человечка отождествляется всё чаще именно с импостером. Серия вариаций привела к формированию обобщённого значения мемной фразы «нечто негативно оцениваемое как надоевшее, навязчивое/тупое/сомнительное/бессмысленное».
Название «Амогус» вставляли в финальный кадр одного из комиксов художника Stonetoss, переадаптировав оригинальный сюжет в сюжет, посвящённый Among Us, добавив оскорблений в адрес автора. Некоторые из этих комиксов были созданы, чтобы задеть автора оригинальных комиксов, которого часто обвиняли в трансфобии, правых взглядах и гомофобии. Однако вместо этого Stonetoss переиздавал ремейки своих комиксов, поддерживающие юмористическую часть данного интернет-тренда. Затем Амогусы заполнили другие произведения Stonetoss. Юмор всей этой ситуации оказался обильно отражён в качестве постиронии и метаиронии. Позже Амогусы пробились и в остальную часть Интернета.

### Дальнейшее развитие
В конце апреля 2021 года на Reddit набрало популярность изображение по мотивам комикса с Амогусом, в котором показано открытие Америки, где индейцы обращаются к Христофору Колумбу фразой Colombus. Изображение было превращено в видео с более чем 2 млн просмотров на YouTube (по состоянию на май 2021 года).
В начале мая пользователи начали в социальных сетях по шаблону делать мемы со словами, совместимыми со словом «Амогус». За две недели появились десятки вариаций, отсылающих к истории, мифам, фильмам, сериалам, играм, другим мемам и прочим элементам массовой культуры.
23 августа издание DTF сообщило, что Twitch заблокировал у стримера DeadP47 смайлик с танцующим тверк Амогусом из-за его «сексуального характера».
В целом «Амогус» закрепился как постироничный мем. Его пик популярности приходится на май 2021 года. «Амогус» имел относительно широкую, но всё же ограниченную адресацию, и относится к сепаратным узкоцелевым мемам; целевая группа — члены сообщества, знакомые с игрой Among Us или непосредственно с «Амогусом».
В декабре поисковик Google опубликовал самые яркие мемы Рунета-2021, среди которых был мем «Амогус».
Благодаря мему «Амогус» с течением времени появились новые производные мемы «Абобус» (оскорбительное прозвище Даши Корейки) и «Абоба» (имя персонажа пародийного мультсериала «Внутри Жмышенко»).
Даниил Кортез из DTF в своей статье про феномен «Амогус» сделал вывод, что в итоге «обычные шутки про любимую игру пересекли все возможные границы пост и мета-модерна, потеряли всякий смысл — и тут же приобрели несколько новых. Возможно, когда-нибудь про подобные форсы в интернете на кафедрах человеческой психологии будут писать диссертации. А пока остаётся только сходить с ума от засилья подозрительных космонавтов».

### Ребус о Госдуме

Изображение ребуса о Госдуме

В Рунете возник пародирующий ребус-анаграмму мем о Госдуме с использованием достроенного мемного слова. Доктора филологических наук Л. Н. Ребрина и М. В. Милованова относят данный мем к истинным мемам, мемам-персонажам (оценка объекта критики — Госдумы — осуществляется посредством отождествления с прецедентным феноменом-персонажем с зафиксированным ассоциированным с ним отношением/признаком), мемам-инновациям (апелляция к современному прецедентному феномену), мемам с незначимой ролью фона, мемам-текстам (реплицируется мемное слово; тогда как в целом мем является интернет-мемом-изображением-текстом, поскольку воспроизводимыми узнаваемыми элементами выступают схематичное изображение космического человечка и мемное слово), мемам-мысли.
Как показывает дальнейший анализ Л. Н. Ребриной и М. В. Миловановой, «Амогус» нельзя однозначно отнести к постироничным в современном массовом понимании. Описание мема позволяет выделить константное ядро (визуальный шаблон — изображение Амогуса и/или его обозначение, условное обобщённое значение — указание на абсурдность и, часто, негативное отношение). Вербальный компонент в виде надписей, указывающих на соотносимые объекты и визуальный компонент в виде соединяющих буквы стрелок находятся в отношении консонанса-комплементарности. Визуальный компонент имитирует стилистику пародируемого формата, вводит языковую игру и задаёт интерпретацию; в комбинации с обозначением «Амогус» выполняет функцию панчлайна. Комический эффект выстраивается на отождествлении объекта критики с игровым персонажем, использовании стилистики ребуса и языковой игры, задаваемой анаграммой. Приравнивание критикуемого объекта к Амогусу инициирует и приписывание первому ассоциированных с персонажем коннотаций (предатель, самозванец), задаёт предъявляемую для усвоения оценку; транслируемый смысл отражает предмет критики: Госдума — нечто надоевшее, бессмысленное, сомнительное.
Вышерассмотренный случай, как обозначают исследовательницы, иллюстрирует переход изначально неполитического интернет-мема в политический, протестный мем.